# 芒奥岛 (斐济)
17°27′S 179°09′W / 17.450°S 179.150°W

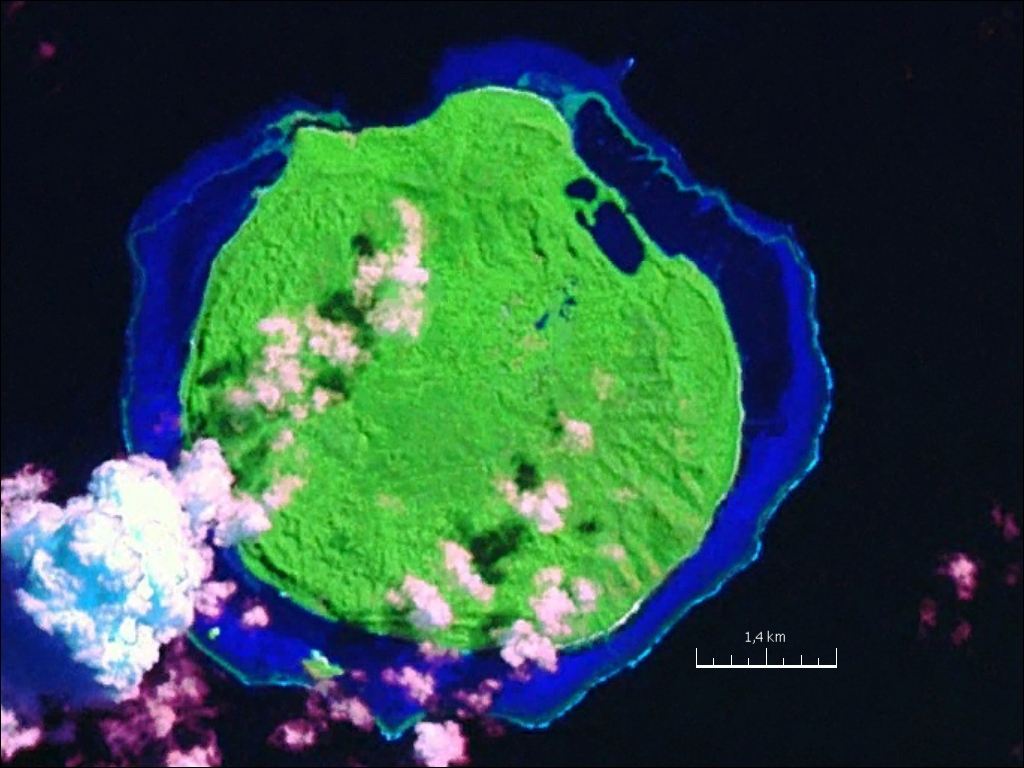

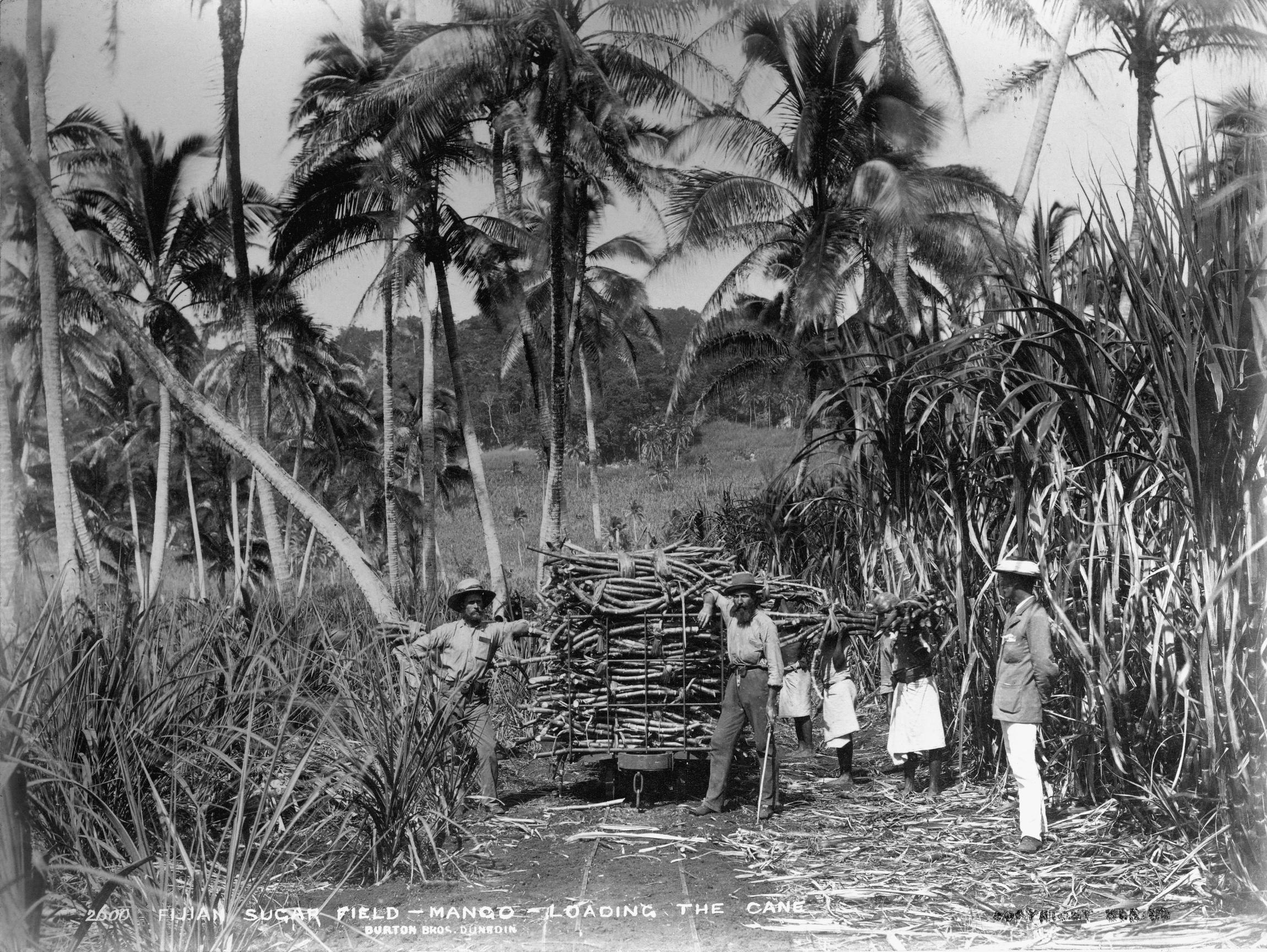

芒奥岛（發音：[ˈmaŋo]；亦作Mango）是斐濟東部區的島嶼，位於卡納塞阿島以南15公里的太平洋海域，屬於劳群岛的一部分，長5.4公里、寬5.3公里，面積22平方公里，最高點海拔高度204米，人口僅35人。